# Вер (Лот)
Вер (фр. Vers) — колишній муніципалітет у Франції, у регіоні Окситанія, департамент Лот. Населення — 420 осіб (2011).
Муніципалітет був розташований на відстані близько 490 км на південь від Парижа, 100 км на північ від Тулузи, 10 км на північний схід від Каора.

## Історія
До 2015 року муніципалітет перебував у складі регіону Південь-Піренеї. Від 1 січня 2016 року належав до нового об'єднаного регіону Окситанія.
1 січня 2017 року Вер і Сен-Жері було об'єднано в новий муніципалітет Сен-Жері-Вер.

## Демографія
Динаміка населення (INSEE ):
Розподіл населення за віком та статтю (2006):
| Стать | Всього | До 15 років | 15-24 | 25-44 | 45-64 | 65-85 | Понад 85 |
| --- | ------ | ----------- | ----- | ----- | ----- | ----- | -------- |
| Чоловіки | 196    | 20          | 16    | 48    | 80    | 32    | 0        |
| Жінки | 228    | 32          | 8     | 40    | 96    | 40    | 12       |
| \| Статево-вікова піраміда \| Статево-вікова піраміда \| Статево-вікова піраміда \| \| ----------------------- \| ----------------------- \| ----------------------- \| \| Чоловіки \| Вік \| Жінки \| \| 0 \| 85 + \| 12 \| \| 8 \| 80-84 \| 8 \| \| 12 \| 75-79 \| 20 \| \| 4 \| 70-74 \| 4 \| \| 8 \| 65-69 \| 8 \| \| 24 \| 60-64 \| 12 \| \| 16 \| 55-59 \| 32 \| \| 32 \| 50-54 \| 32 \| \| 8 \| 45-49 \| 20 \| \| 16 \| 40-44 \| 0 \| \| 16 \| 35-39 \| 12 \| \| 4 \| 30-34 \| 16 \| \| 12 \| 25-29 \| 12 \| \| 4 \| 20-24 \| 4 \| \| 12 \| 15-20 \| 4 \| \| 0 \| 10-14 \| 8 \| \| 8 \| 5-9 \| 12 \| \| 12 \| 0-4 \| 12 \| |        |             |       |       |       |       |          |
| Статево-вікова піраміда |        |             |       |       |       |       |          |
| Чоловіки | Вік    | Жінки       |       |       |       |       |          |
| 0 | 85 +   | 12          |       |       |       |       |          |
| 8 | 80-84  | 8           |       |       |       |       |          |
| 12 | 75-79  | 20          |       |       |       |       |          |
| 4 | 70-74  | 4           |       |       |       |       |          |
| 8 | 65-69  | 8           |       |       |       |       |          |
| 24 | 60-64  | 12          |       |       |       |       |          |
| 16 | 55-59  | 32          |       |       |       |       |          |
| 32 | 50-54  | 32          |       |       |       |       |          |
| 8 | 45-49  | 20          |       |       |       |       |          |
| 16 | 40-44  | 0           |       |       |       |       |          |
| 16 | 35-39  | 12          |       |       |       |       |          |
| 4 | 30-34  | 16          |       |       |       |       |          |
| 12 | 25-29  | 12          |       |       |       |       |          |
| 4 | 20-24  | 4           |       |       |       |       |          |
| 12 | 15-20  | 4           |       |       |       |       |          |
| 0 | 10-14  | 8           |       |       |       |       |          |
| 8 | 5-9    | 12          |       |       |       |       |          |
| 12 | 0-4    | 12          |       |       |       |       |          |

## Економіка
2010 року серед 253 осіб працездатного віку (15—64 років) 197 були активними, 56 — неактивними (показник активності 77,9%, у 1999 році було 66,8%). З 197 активних мешканців працювало 180 осіб (93 чоловіки та 87 жінок), безробітними було 17 (7 чоловіків та 10 жінок). Серед 56 неактивних 15 осіб було учнями чи студентами, 25 — пенсіонерами, 16 були неактивними з інших причин.

У 2010 році в муніципалітеті числилось 190 оподаткованих домогосподарств, у яких проживали 408,5 особи, медіана доходів виносила 16 861 євро на одного особоспоживача